# Liste der Naturdenkmale in Niedererbach
Die Liste der Naturdenkmale in Niedererbach nennt die im Gemeindegebiet von Niedererbach ausgewiesenen Naturdenkmale (Stand 13. Juni 2024).

## Naturdenkmale
| Nr.         | Bezeichnung                  | Lage                              | Beschreibung       | Bild            |
| ----------- | ---------------------------- | --------------------------------- | ------------------ | --------------- |
| ND-7143-446 | Sommerlinde auf dem Friedhof | Bergstraße, auf dem Friedhof Lage | Tilia platyphyllos | Fotos hochladen |